# Klášter Fountains
Klášter Fountains (anglicky Fountains Abbey) se nachází v anglickém hrabství Severní Yorkshire, asi 6 km jihozápadně od městečka Ripon a 40 km severně od Leedsu, a je součástí královského parku Studley. Je pojmenován podle mnoha vodních pramenů, které v místě vyvěrají a byly svedeny do soustavy potoků a jezírek. Jde o ruiny jednoho ze dvou nejstarších a největších anglických klášterů řádu cisterciáků. Klášter je na seznamu světového dědictví UNESCO a součástí Národního trustu britských památek National Trust.

## Historie opatství
Opatství bylo založeno 13 mnichy v čele s opatem Richardem z Newminsteru (1100–1159), později svatořečeným. Pocházeli z benediktinského kláštera Panny Marie v Yorku, a přišli na pozvání tamního arcibiskupa Thurstana, který jim daroval pozemky a poskytl jim základnu ve své rezidenci v Riponu. Odtud odešli 27. prosince roku 1132, aby si vystavěli provizorní dřevěné stavby. V témže roce byl školenými cisterciáky založen v severní Anglii klášter v Rievaulx, druhý dceřiný klášter nejstaršího francouzského cisterciáckého opatství v Clairvaux.
Mniši si vyhlédli pro klášter Fountains údolí chráněné před větrem, s vhodnými zdroji místního kamene, stavebního dřeva, hrnčířské hlíny a vody. První dva roky trpěli nouzí, než položili základy kamenným stavbám a obdělali půdu. Komplex 17 budov vybudovali podle stejných stavebních plánů jako Clairvaux, nejméně ve třech stavebních etapách rané gotiky. Sám klášter Fontains se stal mateřským klášterem pro nedaleké menší opatství Kirkstall, které je dnes předměstím Leedsu.
Středem opatství a největší stavbou je trojlodní bazilika Panny Marie na půdorysu latinského kříže, s hranolovou věží nad příčnou lodí a s pravoúhlým chórem. Z jižní strany k ní přiléhá cellarium (pracovna bratří laiků), dále křížová chodba s rajskou zahradou a studnou uprostřed, na něž z východu navazuje dvoulodní kapitulní síň, s refektářem (jídelnou mnichů), v patře býval dormitář (společná ložnice mnichů). Všechny stavby jsou stavěny z místního pískovce, krytiny byly břidlicové, podlahy keramické s malovanými motivy pod glazurou.
Kuchyň a ohřívárna bývaly ve 12.-13. století jedinými vytápěnými prostorami. Teprve stavební úpravy z konce 14. století vedly ke zmírnění přísné řehole a k zavedení komfortu bydlení včetně vytápění z dalších ohnišť s komíny a jejich dodnes dochovanými šachtami. Dále směrem k jihovýchodu vede spojovací chodba do nemocnice (infirmarium), jež byla pro případ přenosných nemocí izolována od ostatního areálu. Stranou za ní směrem k jihovýchodu je patrová budova opatského domu. Na západní straně při bráně hlavního vstupu jsou dvě samostatná stavení. První byla hlavní fortna se stavením pro hosty (dnes k ní přiléhá parkoviště a novogotický obytný dům z poloviny 19. století). Druhá, rozlohou větší byla samostatná hospodářská jednotka (grangie), zahrnující obydlí, obilnou sýpku a mlýn. Na jihozápadní straně stojí budova někdejší pekárny, dále je přádelna vlny s ovčínem a dílny k výrobě vlněné plsti. Textilie byly mistrovskou prací zdejších laických bratří, dobře se prodávaly na trzích a založily textilní tradici celého hrabství Yorkshire.
Opatství utrpělo za stoleté války a morovou epidemií z let 1349–1350, při které zemřela asi třetina mnichů a další trpěli hladem. Po té kolem roku 1400 docházelo k reformě řeholních pravidel a z ní plynoucímu zmírnění řeholní askeze, následovalo i uvolnění morálky, zejména obžerství a alkoholismus, jež se řešilo i na zasedání generální kapituly v Citeaux. Poslední stavební etapu opatství kolem roku 1500 vedl opat Huby, který přistavěl několikapatrovou věž, což řeholní pravidla sv. Bernarda zakazovala.

## Sekularizace po roce 1539
Poslední mniši opatství opustili v listopadu roku 1539, když král Jindřich VIII. po sporu s papežem nařídil zrušení všech anglických klášterů a vlastní - anglikánskou reformu církve.
Roku 1540 byly stavby prodány a proměněny na hospodářské objekty (hlavně chlévy a stáje). Vystřídali se zde různí vlastníci a správci, z nich nejvýznamnější byl královský úředník Sir John Mallorie, za jehož správy se panství poprvé nazývá Studley Royal, a po roce 1600 Sir Stephen Proctor. Roku 1660 panství získal sňatkem s Marií Malloriovou lord Georg Aislabie (1617–1674), který ponechal klášterní komplex v troskách, ale vystavěl si na severní straně pozemků nové sídlo - dvoupatrový zámek, upravil krajinu výsadbou několika stovek stromů, chovem vysoké zvěře (dodnes zde žije stádo jelenů sika), založením rybníků a jezírek, vysazením ryb a kachen.
Teprve období romantismu a středověkého revivalu vedlo k novému rozkvětu velkého klášterního panství. Lord William Aislabie (1699–1781) po kavalírské cestě do Francie byl inspirován tamními velkolepými úpravami zámeckých areálů. Po dvou manželstvích, úmrtí čtyř dětí a dalších peripetiích panství koupil za 18.000 liber a začal se stavebními proměnami: dal postavit čínský pavilon, kapli devíti oltářů, domek pro bankety (nyní zpustlý), můstky, pergoly, dva kamenné antikizující chrámky Piety a Fámy, altánky a antikizující sochy. Po jeho smrti se střídali další vlastníci. Roku 1946 některé objekty vyhořely a správu spolu s ochranou památek a přírody převzal stát (The National Trust).